# Дискография King Von
Американский рэпер King Von выпустил три студийных альбомов, два микстейпа и 24 синглов.

## Альбомы

### Студийные альбомы
| Название                 | Детали | Высшая позиция в чарте | Высшая позиция в чарте | Высшая позиция в чарте |
| Название                 | Детали | US                     | US R&B/HH              | US Indie               |
| ------------------------ | --- | ---------------------- | ---------------------- | ---------------------- |
| Welcome to O’Block       | - Выпущен: 30 октября 2020 - Лейблы: Only the Family, Empire - Форматы: Цифровая загрузка, стриминг          | 5                      | 3                      | 1                      |
| What It Means To Be King | - Должен быть выпущен: 4 марта 2022 - Лейблы: Only the Family, Empire - Форматы: Цифровая загрузка, стриминг | 2                      | 1                      | 2                      |
| Grandson                 | - Выпущен: 14 июля 2023 - Лейблы: Only the Family, Empire - Форматы: Цифровая загрузка, стриминг             | —                      | —                      | —                      |

### Микстейпы
| Название         | Детали                                                                                                   | Высшая позиция в чарте | Высшая позиция в чарте | Высшая позиция в чарте |
| Название         | Детали                                                                                                   | US                     | US R&B/HH              | US Indie               |
| ---------------- | --- | ---------------------- | ---------------------- | ---------------------- |
| Grandson, Vol. 1 | - Выпущен: 20 сентября 2019 - Лейблы: Only the Family, Empire - Форматы: LP, цифровая загрузка, стриминг | 75                     | 37                     | 43                     |
| Levon James      | - Выпущен: 6 марта 2020 - Лейблы: Only the Family, Empire - Форматы: Цифровая загрузка, стриминг         | 63                     | 36                     | 10                     |

### Сборники
| Название                                                     | Детали                                                                                           | Высшая позиция |
| Название                                                     | Детали                                                                                           | US             |
| ------------------------------------------------------------ | ------------------------------------------------------------------------------------------------ | -------------- |
| Only the Family Involved Vol.1 (совместно с Only the Family) | - Выпущен: 31 июля 2018 - Лейбл: Only the Family - Формат: Цифровая загрузка                     | —              |
| Only the Family Involved Vol.2 (совместно с Only the Family) | - Выпущен: 21 декабря 2018 - Лейбл: Only the Family - Форматы: Цифровая загрузка, стриминг       | —              |
| Family over Everything (совместно с Only the Family)         | - Выпущен: 11 декабря 2019 - Лейблы: Alamo, Interscope - Форматы: Цифровая загрузка, стриминг    | 93             |
| Loyal Bros (совместно с Only the Family)                     | - Выпущен: 5 марта 2021 - Лейблы: Only The Family, Empire - Форматы: Цифровая загрузка, стриминг | 12             |

## Синглы

#### Как главный исполнитель
| Название                                                                                 | Год  | Высшая позиция в чарте | Альбом                   |
| Название                                                                                 | Год  | Billboard 200          | Альбом                   |
| ---------------------------------------------------------------------------------------- | ---- | ---------------------- | ------------------------ |
| «Crazy Story»                                                                            | 2018 | —                      | Grandson, Vol. 1         |
| «Crazy Story 2.0» (при участии Lil Durk)                                                 | 2019 | 81                     | Grandson, Vol. 1         |
| «Crazy Story Pt. 3»                                                                      | 2019 | —                      | Grandson, Vol. 1         |
| «No Flaws»                                                                               | 2019 | —                      | Grandson, Vol. 1         |
| «Took Her To the O»                                                                      | 2019 | 47                     | Levon James              |
| «2 A.M»                                                                                  | 2019 | —                      | Levon James              |
| «Rolling» (при участии YNW Melly)                                                        | 2019 | —                      | Levon James              |
| «Took Her to the O»                                                                      | 2020 | 47                     | Levon James              |
| «Why He Told»                                                                            | 2020 | —                      | Welcome to O’Block       |
| «All These Niggas» (при участии Lil Durk)                                                | 2020 | 77                     | Welcome to O’Block       |
| «How It Go»                                                                              | 2020 | —                      | Welcome to O’Block       |
| «I Am What I Am» (при участии Fivio Foreign)                                             | 2020 | —                      | Welcome to O’Block       |
| «Gleesh Place»                                                                           | 2020 | —                      | Welcome to O’Block       |
| «The Code» (при участии Polo G)                                                          | 2020 | 66                     | Welcome to O’Block       |
| «Lurkin» (совместно с Funkmaster Flex)                                                   | 2020 | —                      | TBA                      |
| «Jump» (совместно с Lil Durk и Booka600 при участии Memo600)                             | 2021 | —                      | Loyal Bros               |
| «Don’t Play That» (совместно с 21 Savage)                                                | 2022 | 40                     | What It Means to Be King |
| «War»                                                                                    | 2022 | 73                     | What It Means to Be King |
| «Robberies»                                                                              | 2023 | —                      | Grandson                 |
| «—» обозначает запись, которая не попала в чарт или не была выпущена на этой территории. |      |                        |                          |

#### Как гостевой исполнитель
| Название                                    | Год  | Альбом                     |
| ------------------------------------------- | ---- | -------------------------- |
| «Like That» (Lil Durk при участии King Von) | 2019 | Love Songs 4 the Streets 2 |
| «Pressin» (Sada Baby при участии King Von)  | 2020 | Skuba Sada 2 (Deluxe)      |
| «Rose Gold» (PnB Rock при участии King Von) | 2021 | Внеальбомные синглы        |
| «Nobody Move» (Muwop при участии King Von)  | 2021 | Внеальбомные синглы        |

## Другие песни в чартах
| Название                                         | Год  | Высшая позиция в чарте | Альбом             |
| Название                                         | Год  | US                     | Альбом             |
| ------------------------------------------------ | ---- | ---------------------- | ------------------ |
| «Armed & Dangerous»                              | 2020 | —                      | Welcome to O’Block |
| «Demon»                                          | 2020 | —                      | Welcome to O’Block |
| «Back Again» (при участии Lil Durk и Prince Dre) | 2020 | —                      | Welcome to O’Block |
| «Still Trappin’» (совместно с Lil Durk)          | 2020 | 53                     | The Voice          |